# Maroomba Airlines
Maroomba Airlines é uma companhia aérea de fretamento aéreo empresa com sede em Perth, Austrália Ocidental.

## Frota
A frota da Maroomba Airlines consiste nas seguintes aeronaves (Julho de 2021):
| Aeronaves                      | Total | Notas |
| ------------------------------ | ----- | ----- |
| De Havilland Canada Dash 8-100 | 3     |       |
| Beechcraft B200 King Air       | 2     |       |
| Beechcraft 1900D               | 1     |       |
| Total                          | 6     |       |